# Gospodarka intensywna
Gospodarka intensywna – system ekonomiczny, w którym wzrost uzyskiwany jest przede wszystkim przez:
- wzrost wydajności pracy
- oszczędzanie surowców
- modernizacje istniejących fabryk lub zastępowanie starych nowocześniejszymi
- rozwój nowych technologii dzięki wysokim nakładom na naukę
- większe w porównaniu do gospodarki ekstensywnej nakłady pieniędzy(kapitału)

Typowym przykładem gospodarek intensywnych są gospodarki Stanów Zjednoczonych oraz Japonii.
Przeciwstawieniem gospodarki intensywnej jest gospodarka ekstensywna, w której wzrost jest osiągany dzięki zwiększaniu liczby fabryk, uprawianego areału, liczby pracowników, ilości zużywanych surowców, ale bez zwiększenia wydajności pracy.